# Mazo de Meredo
El Mazo de Meredo, també conegut com a Mazo de Suarón, a la parròquia de Meredo, al municipi d'A Veiga, al Principat d'Astúries, és un conjunt etnogràfic enclavat en una àrea recreativa. S'hi pot contemplar la tradició de l'aprofitament de l'aigua com a font d'energia. És a uns quinze quilòmetres d'A Veiga, a la riba esquerra del riu Suarón, que li dona nom, coincidint amb el tram mitjà del seu curs. El conjunt alberga el mateix martinet, un molí fariner i una pedra d'esmolar, tot això mogut per les forces de les aigües desviades del Suarón des de l'espectacular presa de derivació.

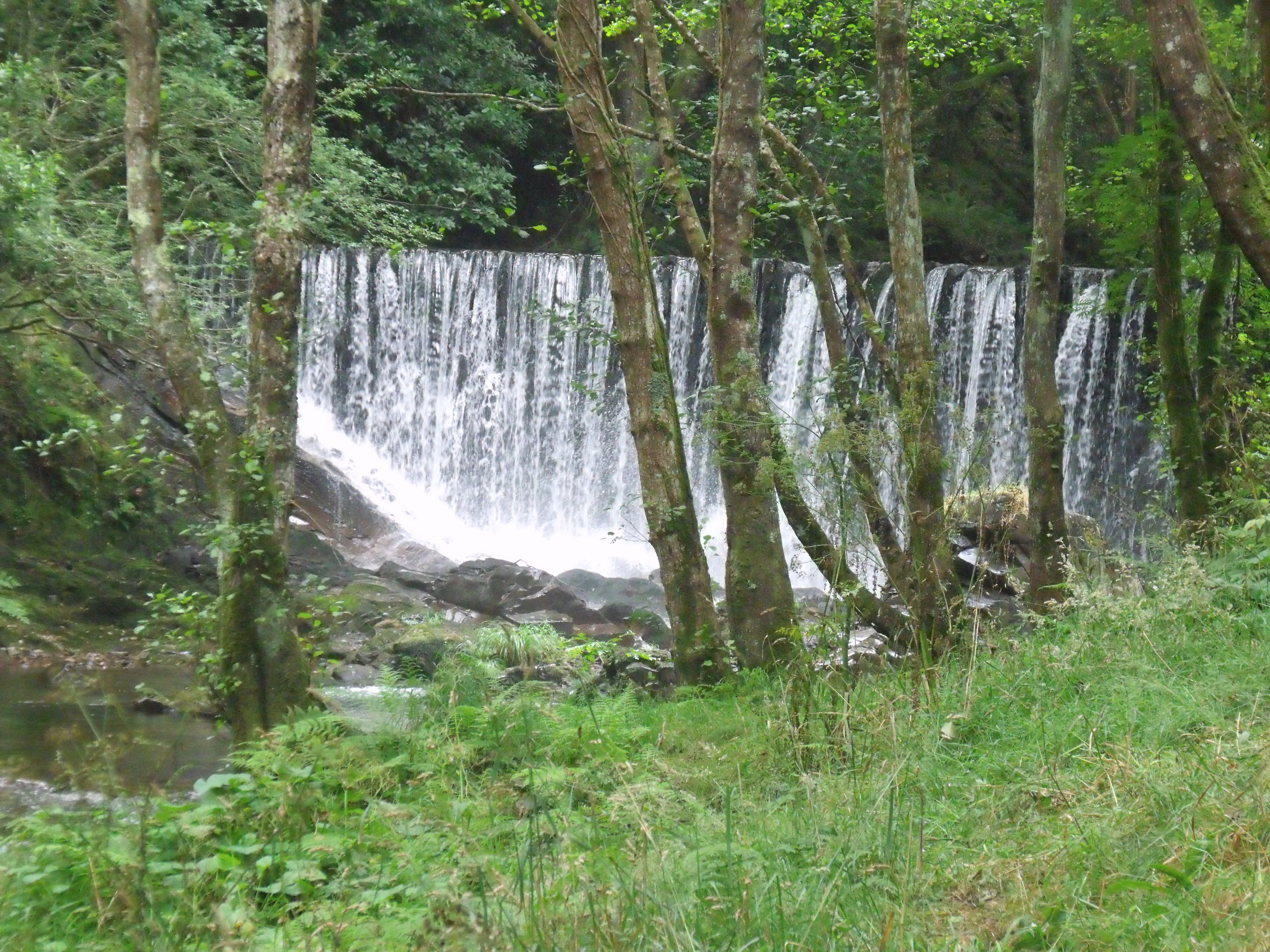
Presa del Suarón en el Martinetde Meredo
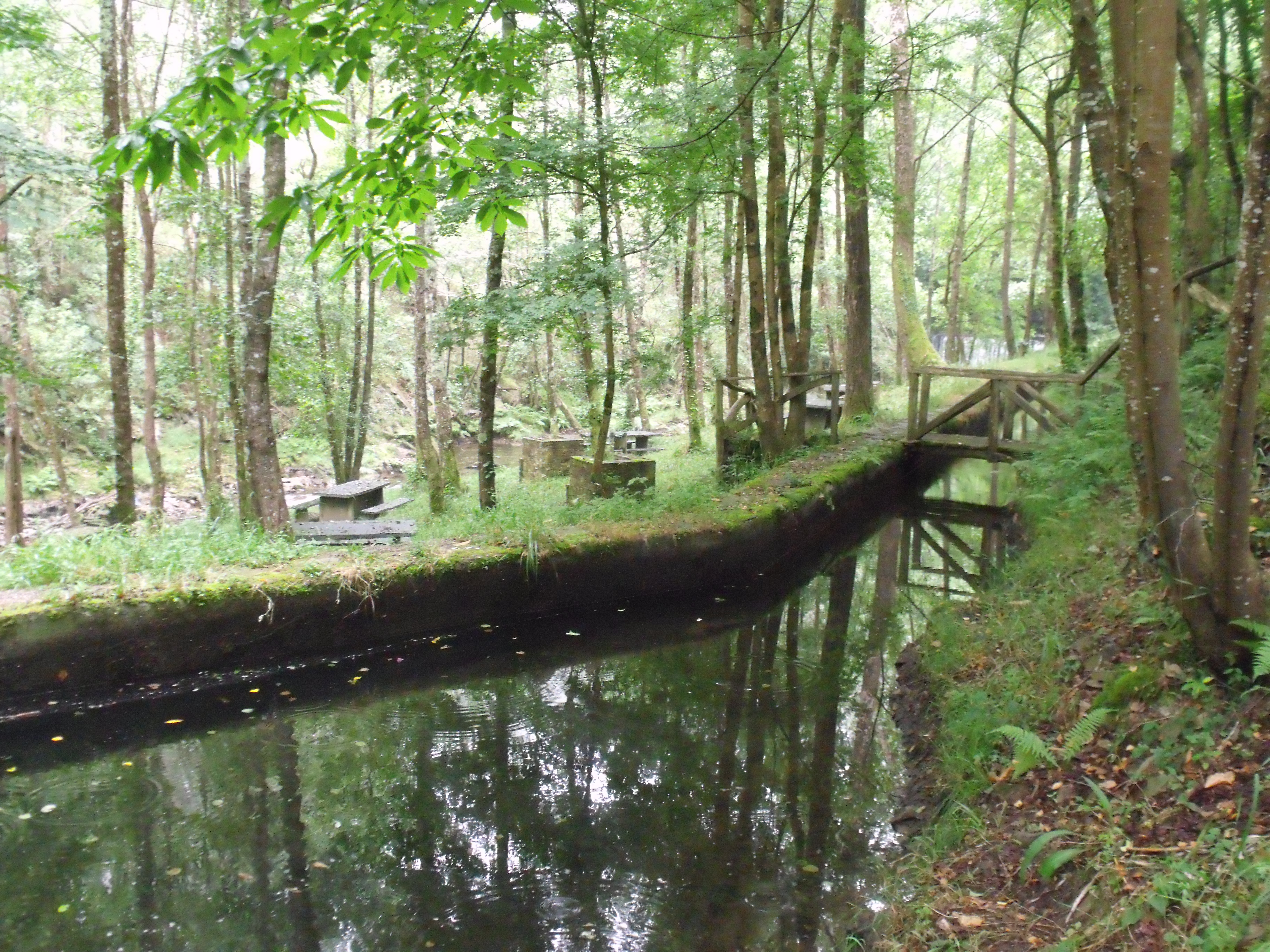
canal principal del riu Suarón, Martinet de Meredo
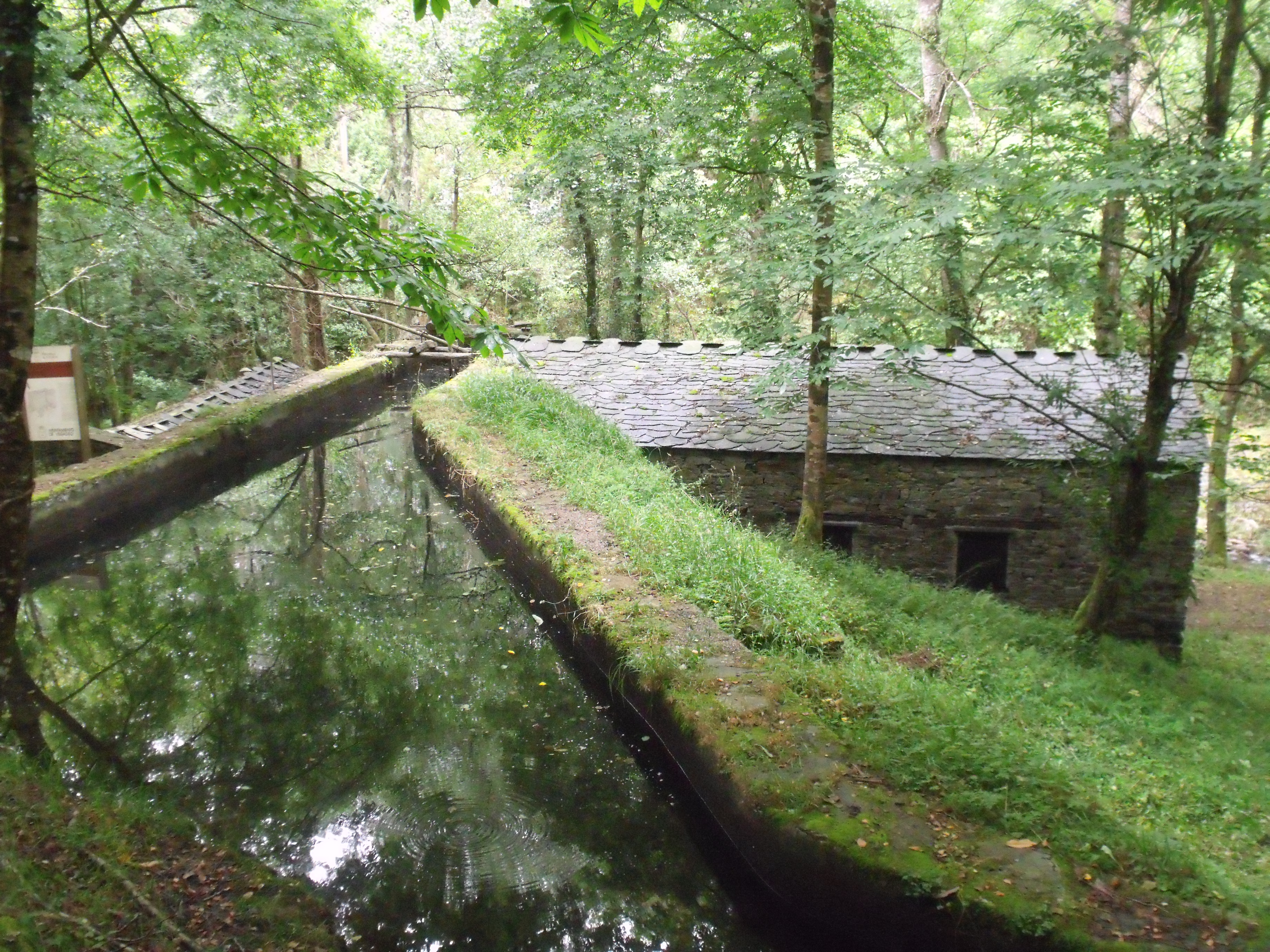
canal de derivació,Martinet de Meredo
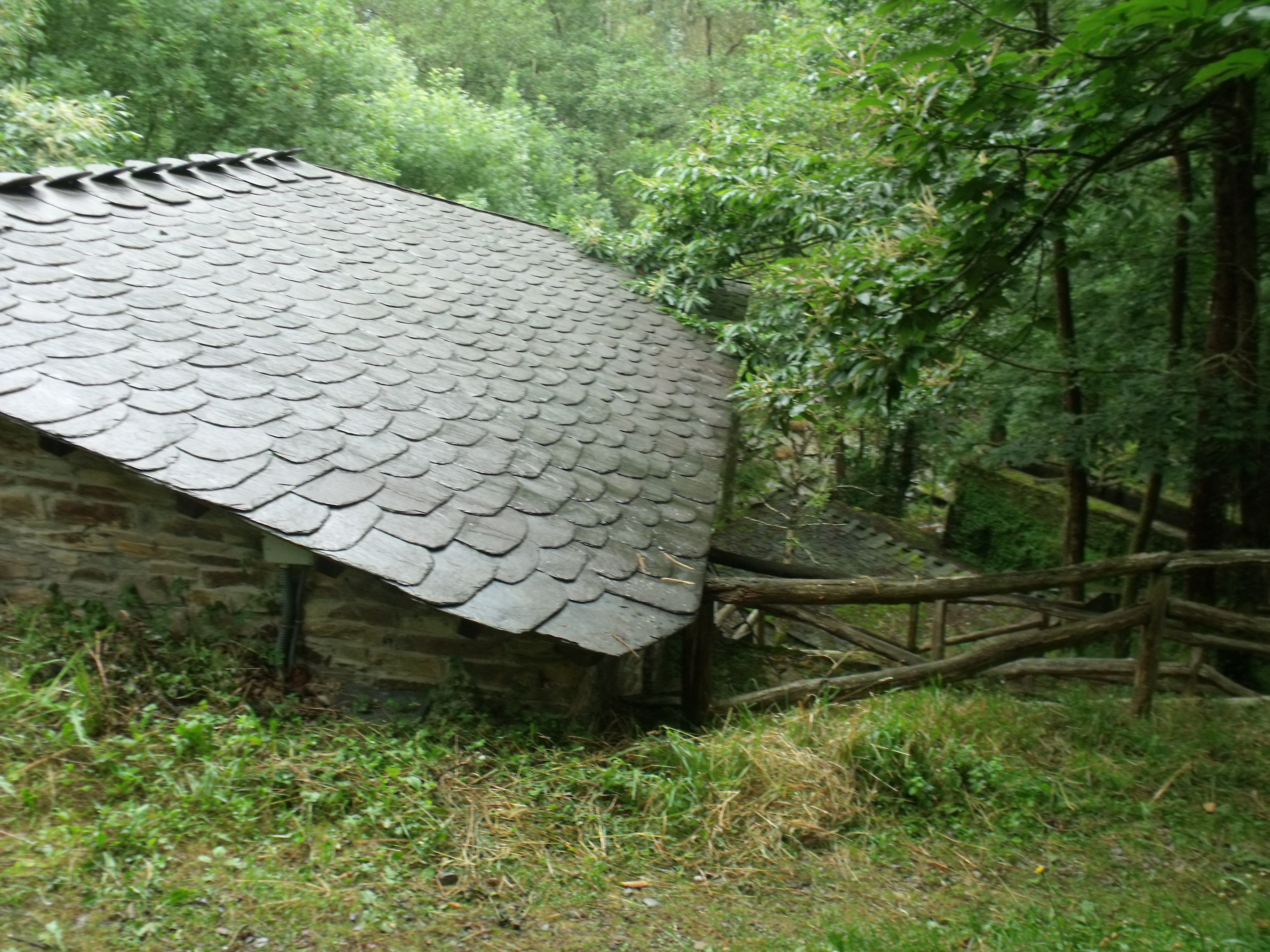
Coberta de la ferreria
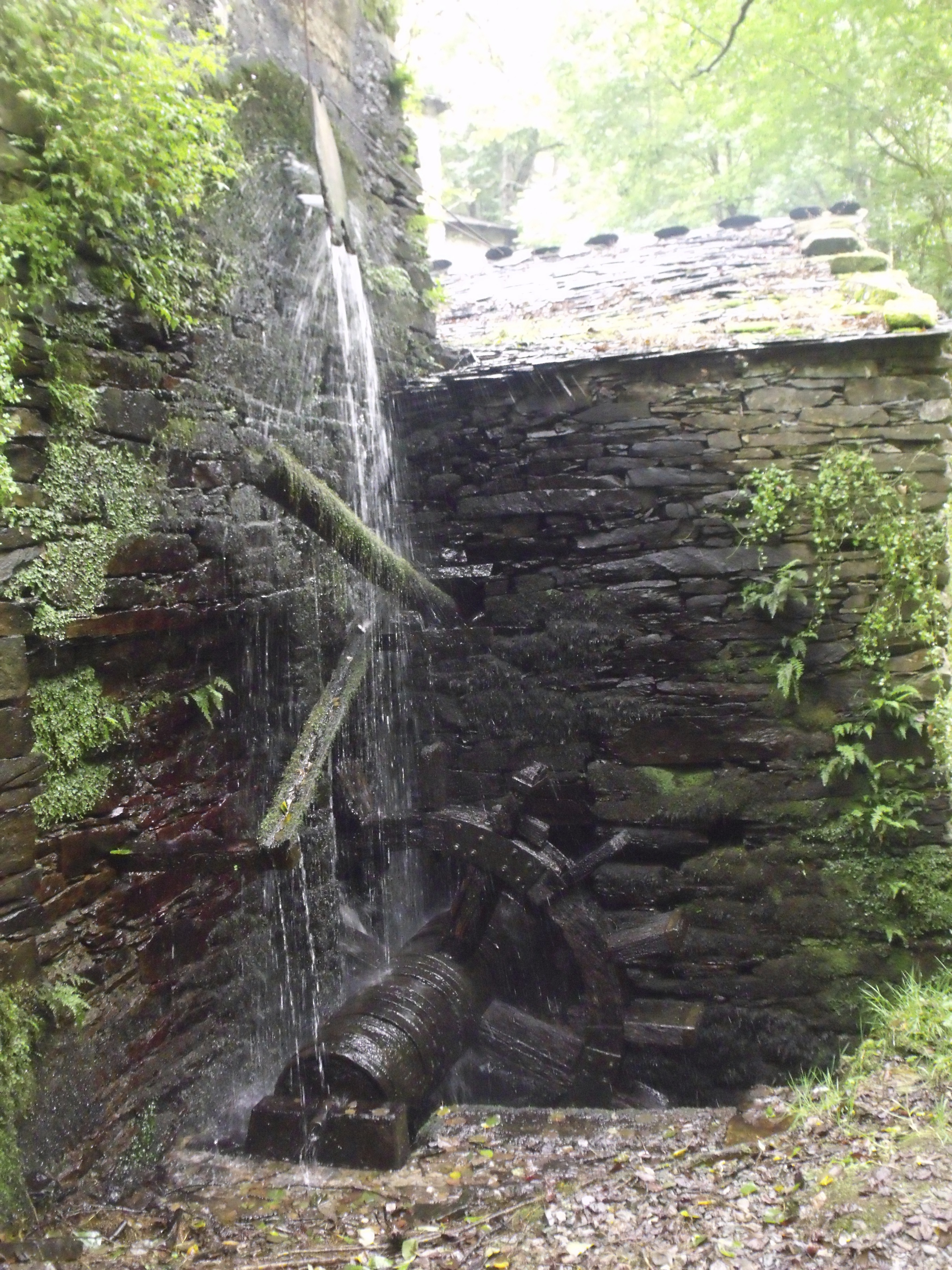
Exterior de la ferreria
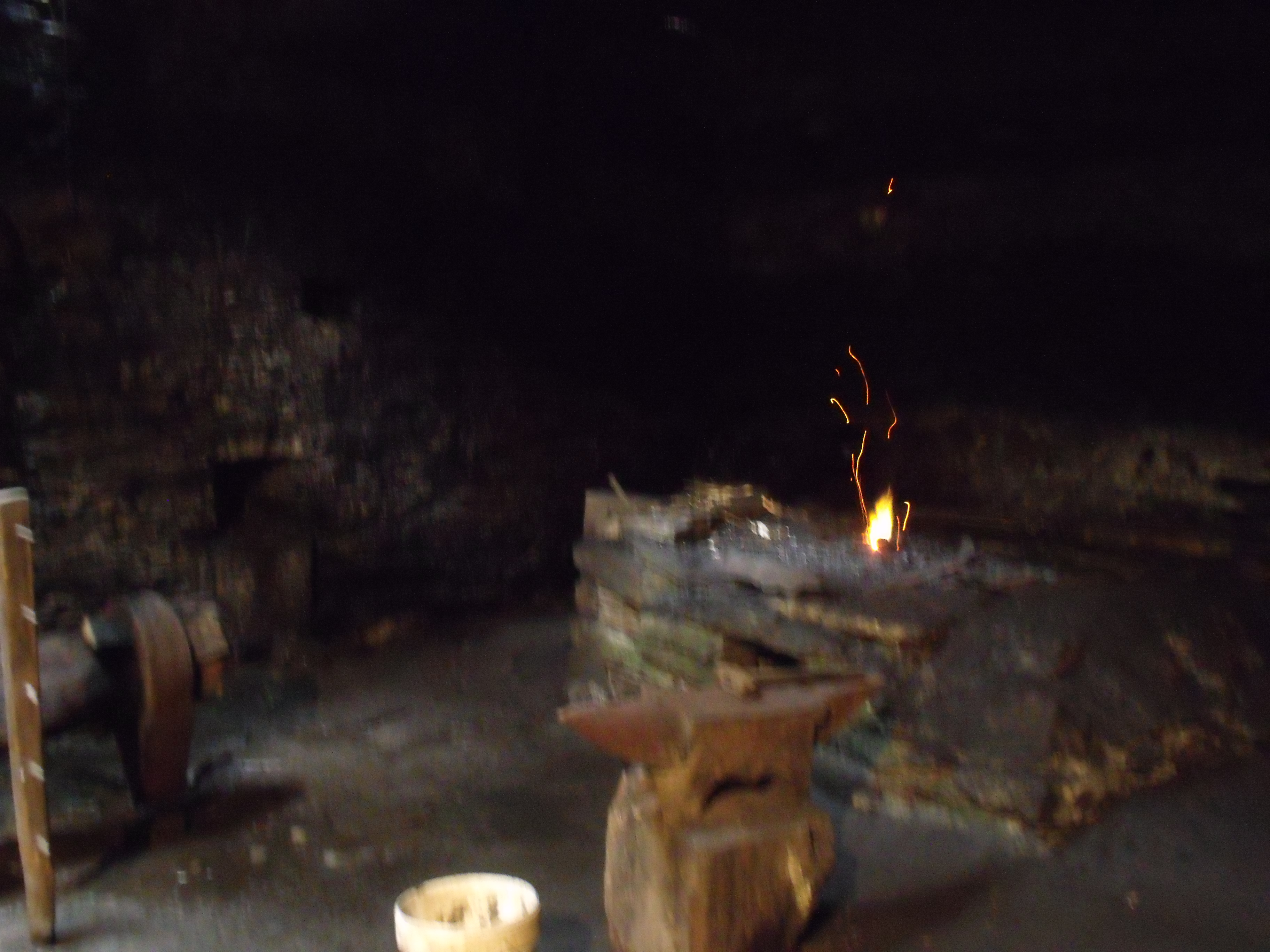
farga del Martinet de Meredo
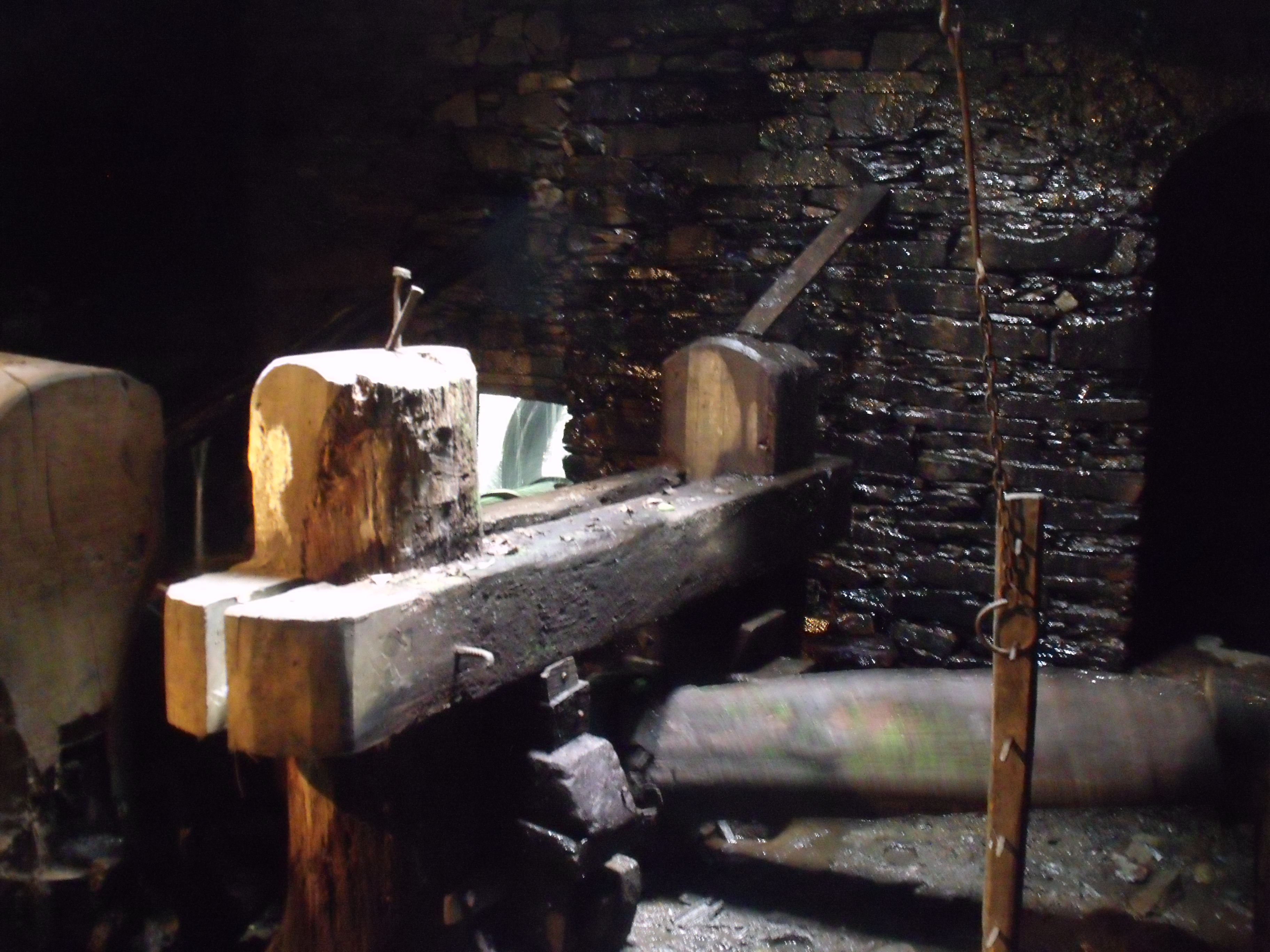
martinet de la ferreria
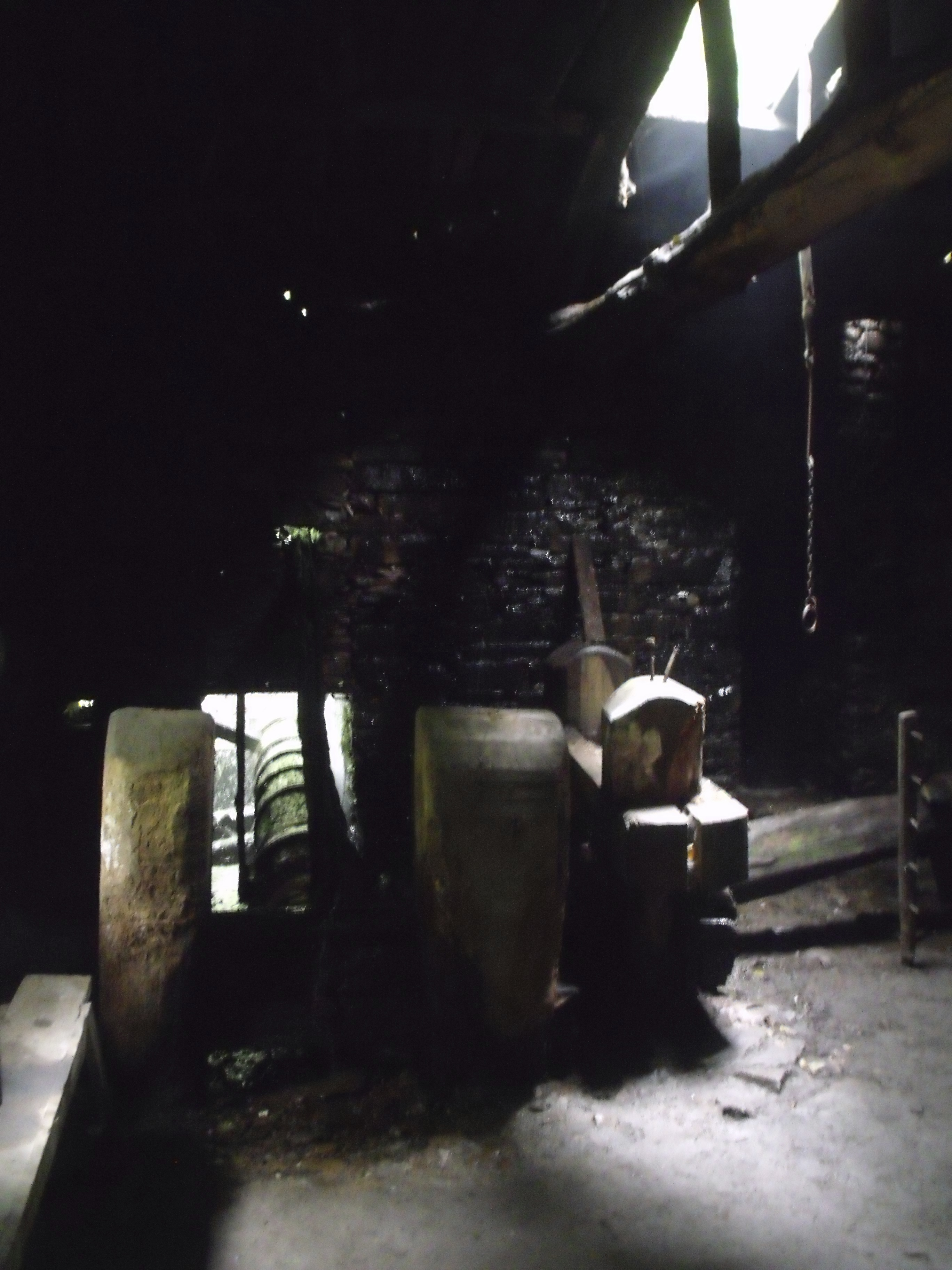
mecanisme del martinet
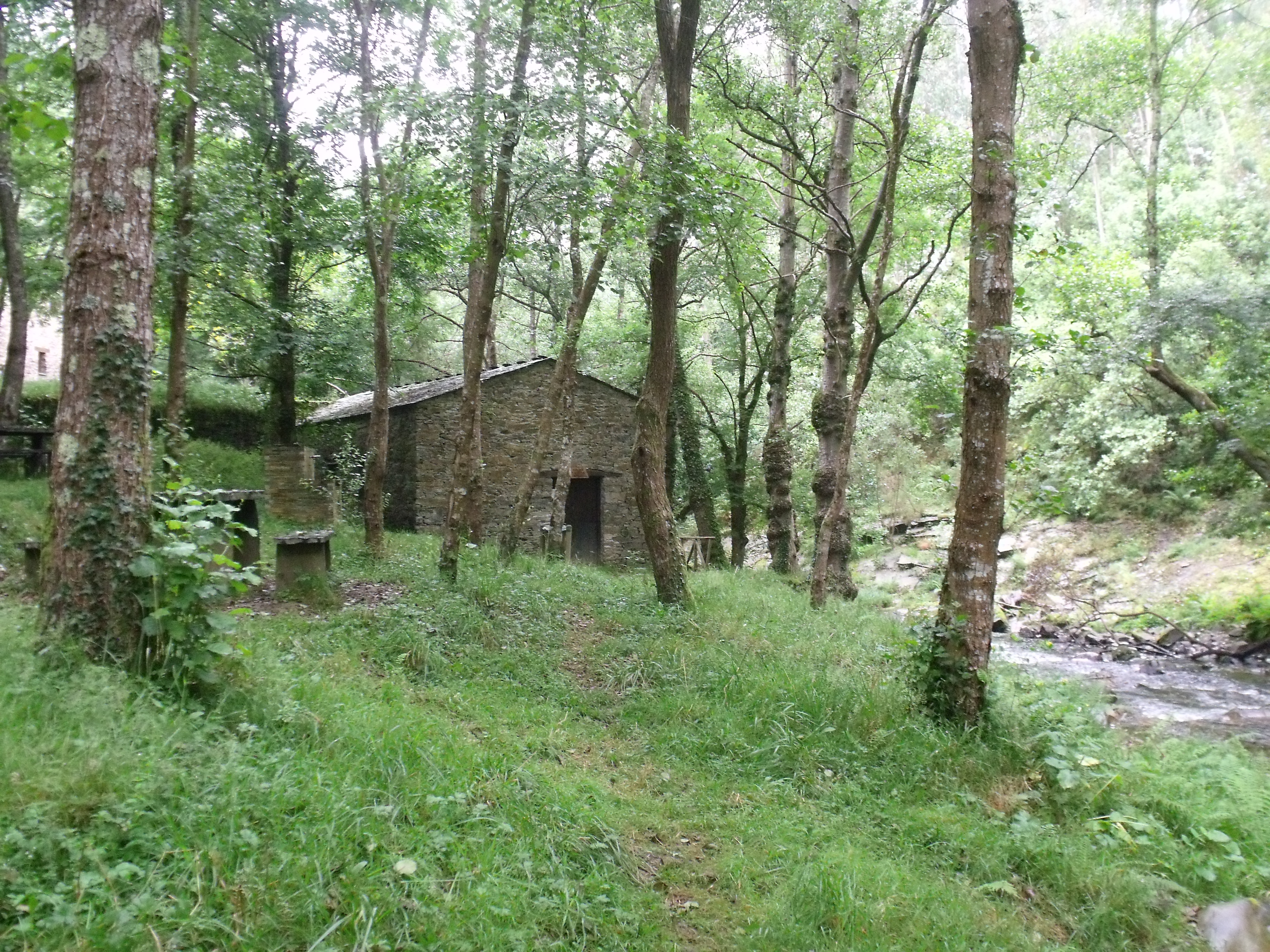
exterior del molí
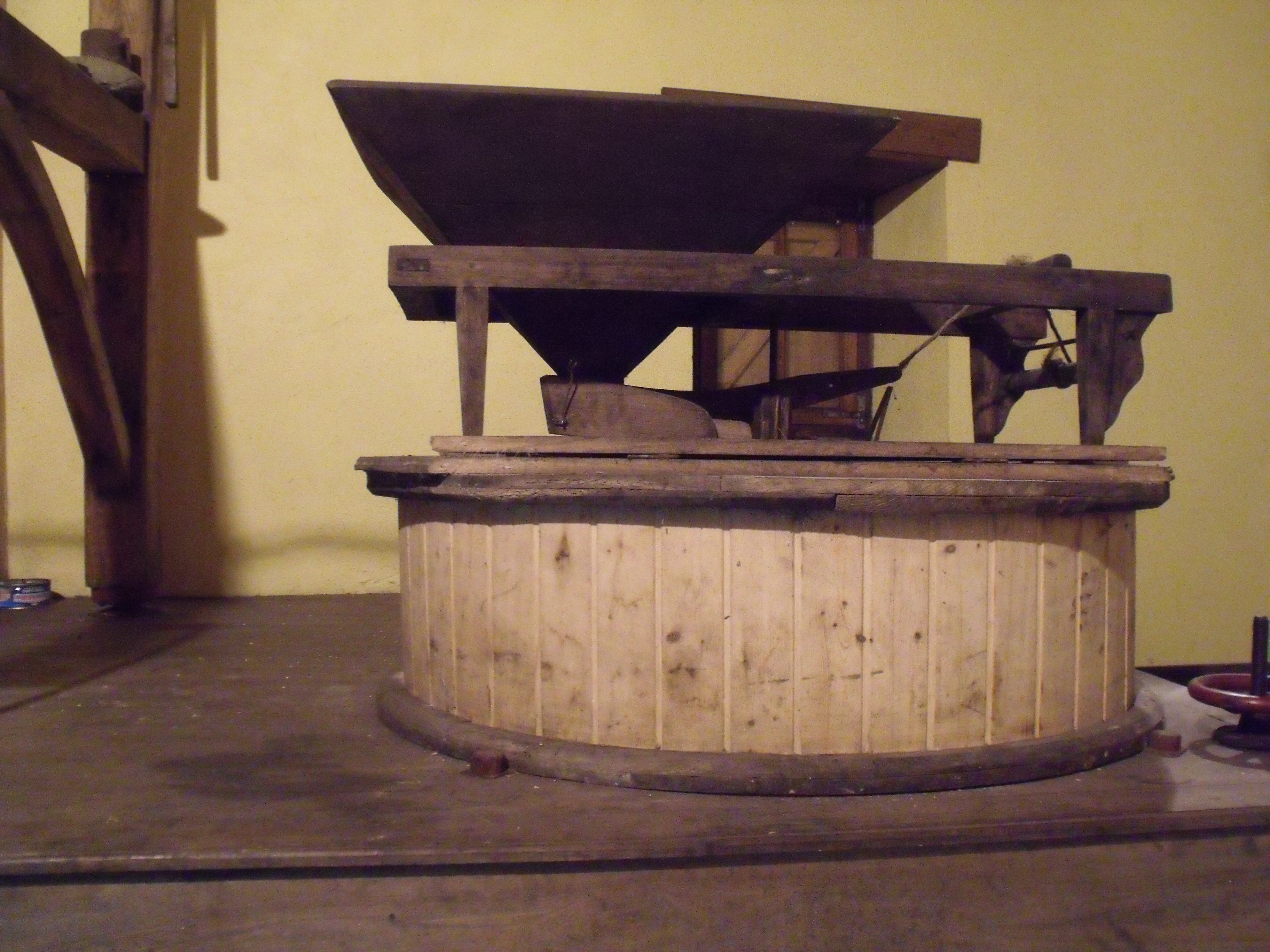
molí de farina
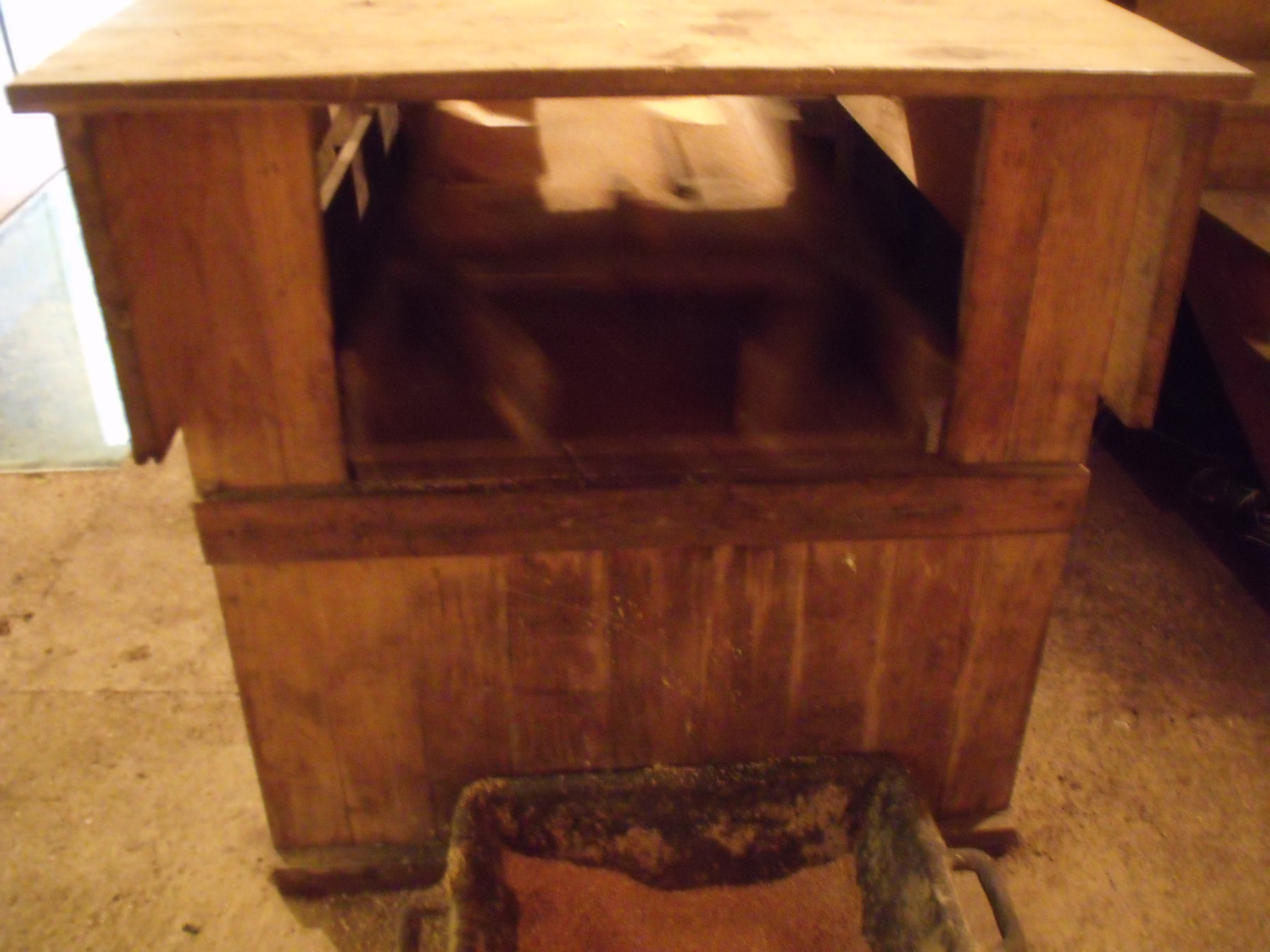
part del mecanisme del molí

Encara que no es té constància exacta de la data de construcció, es pot afirmar que el mall existia al segle xviii. No es pot perdre de vista que el Suarón, que és la raó del nom d'aquesta comarca durant l'Alta Edat Mitjana, va albergar un gran nombre de centres lligats a la indústria tradicional del ferro i a l'elaboració de productes derivats, sobretot eines, tant per al camp, com per a les mines. És per això que hi havia diversos conjunts com el de Meredo, a Molexón i Sela de Loura, entre altres llocs.
Un martinet és el conjunt que està format, tant per la màquina de batre el ferro, com per l'edifici que l'alberga; a més a més, el complex hidràulic és compost per una petita presa o tarula, que desvia l'aigua del riu per acabar embassada en un estany o banzao, quan s'allibera l'aigua emmagatzemada, es crea l'energia necessària per moure el martell. L'energia d'una banda acciona el moviment en les pales, que fa treballar al martell de la ferreria, el qual pesa una dues tones. Però a més, es produeix un corrent d'aire a pressió que és emprada, seguint l'efecte Venturi, per avivar les brases de la farga, aconseguint d'aquesta manera la temperatura que cal per deixar el ferro incandescent en pocs minuts. L'aigua cau juntament amb l'aire en un recipient, en ser més pesada l'aigua s'acumula en el fons, empenyent l'aire cap a uns conductes que el porten fins a la farga, a la qual aporta oxigen utilitzat en la combustió, la qual cosa fa revifar la flama.
En aquest martinet, l'aigua del dipòsit es fa servir també per moure un molí de blat en un edifici annex a la ferreria, de manera que s'obté una energia hidromecànica de gran potència, que és renovable i ecològica. L'aigua acaba en circuit tornant a la llera del riu del qual prové, sense haver patit cap contaminació.